# Scina marginata
Scina marginata är en kräftdjursart som först beskrevs av Carl Erik Alexander Bovallius 1885.  Scina marginata ingår i släktet Scina och familjen Scinidae. Inga underarter finns listade i Catalogue of Life.